# Pszilocin
A Pszilocin (4-hidroxi-dimetil-triptamin, 4-HO-DMT) hallucinogén gomba-alkaloid. A legtöbb pszichodelikus gombában megtalálható foszforizált változatával, a pszilocibinnel együtt.
3–8 óráig hat az emésztéstől, ételektől függően, és hatása egyénenként nagyon különböző. A stresszhez hasonló hatása van (szapora szívverés, pupilla kitágulás, nyitott vagy csukott szemmel látott képek (médiumok esetén, akik nagy dózisban szedik), szinesztézia (pl. hangmagasság színnel társítása).
Szerkezetileg nagyon hasonlít a szerotoninra, azt utánozza a szerotonin-2A (5-HT2A)-receptoron. Agonistája az 5-HT2C és 5-HT1A receptornak is. A dopamin-receptorokra nincs, a noradrenalin-receptorokra csak igen nagy dózisban van hatással.

## Fordítás
Ez a szócikk részben vagy egészben  a   Psilocin című angol Wikipédia-szócikk fordításán alapul.  Az eredeti cikk szerkesztőit annak laptörténete sorolja fel. Ez a jelzés csupán a megfogalmazás eredetét és a szerzői jogokat jelzi, nem szolgál a cikkben szereplő információk forrásmegjelöléseként.